# Sam Ellis
Pour les articles homonymes, voir Ellis.
Sam Ellis (né le 23 juin 1982) est un athlète britannique spécialiste du 800 mètres. 

## Biographie

### Palmarès
| Date | Compétition                   | Lieu     | Résultat | Épreuve   | Performance   |
| ---- | ----------------------------- | -------- | -------- | --------- | ------------- |
| 2001 | Championnats d'Europe juniors | Grosseto | 2e       | 4 x 400 m | 3 min 06 s 21 |
| 2006 | Championnats d'Europe         | Göteborg | 3e       | 800 m     | 1 min 46 s 64 |

### Records
| Épreuve    | Épreuve   | Performance   | Lieu      | Date            |
| ---------- | --------- | ------------- | --------- | --------------- |
| 800 mètres | Plein air | 1 min 45 s 67 | Watford   | 10 juin 2006    |
| 800 mètres | En salle  | 1 min 48 s 87 | Sheffield | 10 février 2008 |